# Karakószörcsök
Karakószörcsök è un comune dell'Ungheria di 323 abitanti (dati 2001). È situato nella contea di Veszprém.